# Hrabstwo St. Clair (Alabama)

Piramida wieku hrabstwa

St. Clair – hrabstwo w stanie Alabama w USA. Populacja liczy 83 593 mieszkańców (stan według spisu z 2010 roku). Stolicami hrabstwa są Ashville i Pell City. St. Clair jest jednym z 33 hrabstw w USA, które posiadają więcej niż jedną stolicę.
Powierzchnia hrabstwa to 1693 km² (w tym 52 km² stanowią wody). Gęstość zaludnienia wynosi 51 osób/km². 

## Miejscowości
- Ashville
- Branchville
- Margaret
- Moody
- Odenville
- Pell City
- Ragland
- Riverside
- Springville
- Steele
- Trussville